# Cienfuegos (pokrajina)
Cienfuegos je najmanja kubanska provincija. Teren je pretežno ravničarski, ali postoji planina Sierra de Escambray. Osnova gospodarstva je uzgoj šećerne trske i proizvodnja šećera. Vrlo je popularno ronjenje i istraživanje podmorskih špilja. Glavni grad se također zove Cienfuegos (šp. stotinu vatri). Njegovo središte je pod zaštitom UNESCO-a.
U pokrajini Cienfuegos, blizu mjesta Juraguá, nalazi se nedovršena nuklearna elektrana Juraguá.